# Steel Wheels
Steel Wheels er et album fra The Rolling Stones, og det blev udgivet i 1989. Dette album blev lavet efter at uvenskabet mellem Mick Jagger og Keith Richards forsvandt, og den efterfølgende tour var en af de største dengang. Albummet er også den sidste for bassisten Bill Wyman, da han beslutter sig for at forlade bandet. 

## Historie
Steel Wheel markerede et vendepunkt i Mick Jagger og Keith Richards forhold. Jagger, der havde prioriteret sin solokarriere frem for The Rolling Stones i nogle år besluttede at vende tilbage, og forholdet til Richards var nu langt mere hjerteligt. Begge to havde haft en solokarriere i perioden efter det svage album Dirty Work, fra 1986. Jagger med albummet Primitive Cool  (1987) og Richards med Talk Is Cheap  (1988), men ingen af albummene blev særlig store succeser. Dette medvirkede nok til at de igen valgte at satse på deres fælles projekt igen, og Steel Wheels var det første album som resultatet af ”genforeningen”. 
De mødtes i januar 1989, lige efter at de var blevet optaget i Rock and Roll Hall of Fame, og kemien mellem Jagger og Richards var så god, at alle hårde ord var glemt som var fløjet gennem luften de seneste år, at de komponerede omkring halvtreds sange på få uger. Ron Wood, Bill Wyman og Charlie Watts blev kaldt sammen for at begynde indspilninger, der til sidste ville blive til Steel Wheels. 
Det første hit fra albummet var "Mixed Emotions" som fik en femte plads i USA, og det var også det sidste hit i landet. 
Albummet var ikke på højde med de albums fra storhedstiden, men fik dog gode anmeldelser og den henholdsvis anden og tredje på hitlisterne i England og USA. Pladen blev fulgt op med Steel Wheel / Urban Jungle turneen i 1989 og 1990.

## Spor
- Alle sangene er skrevet af Mick Jagger and Keith Richards undtaget hvor andet er påført.

1. "Sad Sad Sad" – 3:35
2. "Mixed Emotions" – 4:39
3. "Terrifying" – 4:53
4. "Hold On To Your Hat" – 3:32
5. "Hearts For Sale" – 4:40
6. "Blinded By Love" – 4:37
7. "Rock and a Hard Place" – 5:25
8. "Can't Be Seen" – 4:10
9. "Almost Hear You Sigh" (Mick Jagger/Keith Richards/Steve Jordan) – 4:37
10. "Continental Drift" – 5:14
11. "Break The Spell" – 3:07
12. "Slipping Away" – 4:30

## Musikere
- Mick Jagger – Sang, Kor, Elektrisk Guitar, Akustisk Guitar, Mundharmonika
- Keith Richards – Elektrisk Guitar, Kor, Akustisk Guitar, Sang, Klassisk Guitar
- Charlie Watts – Trommer
- Ron Wood – Elektrisk Guitar, Bass, Kor, Akustisk Guitar, Dobro
- Bill Wyman – Bass
- Phil Beer – Mandolin, Fiddle
- Matt Clifford – Keyboard, Klaver, Elektrisk Piano, Clavinet, Harmonium
- Sarah Dash – Kor
- Lisa Fischer – Kor
- Bernard Fowler – Kor
- Luis Jardim – Perkussion
- The Kick Horns – Messingblæser
- Chuck Leavell – Orgel, Klaver, Keyboard
- Roddy Lorimer – Trompet
- Master Musicians of Jajouka with Bachir Attar Farafina – Afrikanske- Marokkanske Instruments
- Sonia Morgan – Kor
- Tessa Niles – Kor

### Fodnote
1. ↑  Mick Jaggers soloalbum Primitive Cool
2. ↑  Keith Richards soloalbum Talk is Cheap